# Mercer County (Missouri)
Das Mercer County ist ein County im US-amerikanischen Bundesstaat Missouri. Im Jahr 2020 hatte das County 3538 Einwohner und eine Bevölkerungsdichte von 3 Einwohnern pro Quadratkilometer. Der Verwaltungssitz (County Seat) ist Princeton. Das County liegt auf Platz 10 der landesweiten Schweineproduktion.

## Geografie
Das County liegt im Norden von Missouri und grenzt im Norden an Iowa. Es hat eine Fläche von 1179 Quadratkilometern, wovon 3 Quadratkilometer Wasserfläche sind. An das Mercer County grenzen folgende Nachbarcountys:
| Decatur County (Iowa) | Wayne County (Iowa) |                 |
| Harrison County       |                     | Putnam County   |
|                       | Grundy County       | Sullivan County |

## Geschichte
Das Mercer County wurde 1845 gebildet. Benannt wurde es nach John F. Mercer (1759–1821), einem Offizier im Amerikanischen Unabhängigkeitskrieg und späteren Gouverneur von Maryland.

## Demografische Daten
Nach der Volkszählung im Jahr 2010 lebten im Mercer County 3785 Menschen in 1554 Haushalten. Die Bevölkerungsdichte betrug 3,2 Einwohner pro Quadratkilometer. In den 1554 Haushalten lebten statistisch je 2,38 Personen.
Ethnisch betrachtet setzte sich die Bevölkerung zusammen aus 97,7 Prozent Weißen, 0,2 Prozent Afroamerikanern, 0,5 Prozent amerikanischen Ureinwohnern, 0,5 Prozent Asiaten sowie aus anderen ethnischen Gruppen; 1,1 Prozent stammten von zwei oder mehr Ethnien ab. Unabhängig von der ethnischen Zugehörigkeit waren 0,8 Prozent der Bevölkerung spanischer oder lateinamerikanischer Abstammung.
24,9 Prozent der Bevölkerung waren unter 18 Jahre alt, 55,1 Prozent waren zwischen 18 und 64 und 20,0 Prozent waren 65 Jahre oder älter. 50,1 Prozent der Bevölkerung war weiblich.

Das jährliche Durchschnittseinkommen eines Haushalts lag bei 34.008 USD. Das Pro-Kopf-Einkommen betrug 19.031 USD. 15,9 Prozent der Einwohner lebten unterhalb der Armutsgrenze.

## Ortschaften im Mercer County
| Citys - Mercer - Princeton | Village - South Lineville |

Unincorporated Communities
| - Cleopatra - Goshen - Half Rock - Mill Grove | - Modena - Ravanna - Saline |

## Gliederung
Das Mercer County ist in neun Townships eingeteilt:
| Township            | Einwohner (2010) | FIPS     |
| ------------------- | ---------------- | -------- |
| Harrison Township   | 226              | 29-30538 |
| Lindley Township    | 120              | 29-43058 |
| Madison Township    | 232              | 29-45452 |
| Marion Township     | 826              | 29-46082 |
| Medicine Township   | 166              | 29-47108 |
| Morgan Township     | 1497             | 29-49952 |
| Ravanna Township    | 217              | 29-60662 |
| Somerset Township   | 90               | 29-68564 |
| Washington Township | 411              | 29-77578 |